# Pouteria stellibacca
Pouteria stellibacca là một loài thực vật có hoa trong họ Hồng xiêm. Loài này được J.F.Maxwell mô tả khoa học đầu tiên năm 2002.